# Lobor
Lobor es un municipio de Croacia en el condado de Krapina-Zagorje.

## Geografía
Se encuentra a una altitud de 269 m s. n. m. a 74,1 km de la capital nacional, Zagreb.

## Demografía
En el censo 2011, el total de población del municipio fue de 3 217 habitantes, distribuidos en las siguientes localidades:
- Cebovec - 49
- Lobor - 530
- Markušbrijeg - 491
- Petrova Gora - 469
- Stari Golubovec - 194
- Šipki - 115
- Velika Petrovagorska - 244
- Vinipotok - 403
- Vojnovec Loborski - 416
- Završje Loborsko - 306